# Coryphopterus humeralis
Coryphopterus humeralis är en fiskart som beskrevs av Randall 2001. Coryphopterus humeralis ingår i släktet Coryphopterus och familjen smörbultsfiskar. Inga underarter finns listade i Catalogue of Life.